# Adelpha cocala
Adelpha cocala is een vlinder uit de onderfamilie Limenitidinae van de familie Nymphalidae. De wetenschappelijke naam van de soort werd als Papilio cocala in 1782 gepubliceerd door Pieter Cramer.